# William Brade
William Brade (Engeland, circa 1560 - Hamburg, 26 februari 1630) was een Engelse violist en barokcomponist. Zijn werkzame leven bracht hij voornamelijk door aan de diverse hoven in Duitsland en Denemarken waar hij een van de meest invloedrijke Engelse musici van zijn tijd was. Vanwege zijn populariteit wisselde hij regelmatig van werkplek en werd hij bijzonder goed betaald.

## Levensloop
Eind 16e en begin 17e eeuw waren diverse Engelse musici en componisten actief in Duitsland, Scandinavië en de Nederlanden. Zij drukten een belangrijke stempel op de ontwikkeling van de instrumentale barokmuziek in deze regio. Vertegenwoordigers van deze groep waren onder andere John Dowland, Walter Rowe en John Bull.

### Begin van zijn carrière
De violist William Brade werd omstreeks 1560 geboren in Engeland. Zijn loopbaan op het continent begon in Kopenhagen, waar hij van 3 november 1594 tot 29 september 1596 speelde in de hofkapel van de Deense koning Christiaan IV. Hierna was hij in Brandenburg actief, maar van 6 september 1599 tot 24 februari 1606 was Brade opnieuw aanwezig aan het Deense hof.

### Ruzie in Bückeburg
Van 1606 tot 1608 had Brade een aanstelling in Bückeburg. Hierna werkte hij als stadsmusicus van Hamburg tot de zomer van 1610, om vervolgens weer terug te keren naar Bückeburg en daar in dienst te treden van graaf Ernst III. Brade kreeg echter een conflict met de graaf toen hij dreigde naar Hamburg terug te keren als zijn salaris niet werd verhoogd van 400 naar 1000 thalers. De graaf ging hier niet op in en waarschuwde zelfs de autoriteiten van Hamburg om Brade vooral uit hun stad te weren. Desondanks werkte Brade vanaf Pasen 1613 als eerste violist in Hamburg.

### Eerste Engelse kapelmeester
Van 1614 tot 1616 verbleef Brade aan het hof van Gottorf, gevolgd door een functie als kapelmeester in Halle (1616-1618) en Güstrow (1618-1619). In 1619 werkte hij als kapelmeester in Berlijn aan het hof van Johan Sigismund van Brandenburg.
Brade was niet alleen de eerste Engelse kapelmeester aan een Duits hof, maar ook de eerste die deze functie kreeg als instrumentalist: tot dan toe was het namelijk gebruikelijk geweest dat alleen een koordirigent de functie kon krijgen.

### Overlijden
Van 1620 tot 1622 was Brade weer terug aan het Deense hof in Kopenhagen. Vanuit hier ging hij naar Gottorf waar hij tot 1626 de hofkapel van hertog Frederik III zou leiden. Toen de Dertigjarige Oorlog zich ook liet voelen in dit deel van Noord-Duitsland vertrok Brade naar het veiligere Hamburg. Waarschijnlijk heeft hij hier geen aanstelling meer bekleed, alhoewel het mogelijk is dat hij muziekdirecteur was op een vooraanstaande school.
Hij overleed te Hamburg op 26 februari 1630. Bij zijn begrafenis werden acht overlijdensgedichten voorgedragen.

### Veel werkplekken
De grote hoeveelheid werkplekken die Brade had tijdens zijn muziekcarrière, is opmerkelijk te noemen: hij is minstens vijftien keer van baan gewisseld. Het is niet duidelijk waarom hij overal slechts een paar jaar verbleef. Mogelijk had Brade gewoon een rusteloos karakter, maar het kan ook zijn dat hij puur gebruik maakte van de vele kansen die hij als populair violist kreeg: door steeds te wisselen van werkgever kon hij zichzelf blijven ontwikkelen als musicus en tevens zijn status verder verhogen.

### Familie
Brade had twee zonen: Christian en Steffen. Naar alle waarschijnlijkheid is Christian geboren tijdens de eerste periode dat vader William Brade in Denemarken werkte, dus vóór 1596. Zijn voornaam verwijst ook naar de Deense koning Christian IV. Steffen is vermoedelijk later geboren, ergens op Jutland of in Sleeswijk-Holstein. 
Beide zonen werden opgeleid tot luitspeler en vormden met hun vader een eigen ensemble dat vanaf 1614 optrad. Rond 1624 is er waarschijnlijk een einde gekomen aan dit ensemble omdat de twee zonen toen te druk waren met hun eigen loopbaan. 

## Werken
De eerste composities van Brade die werden uitgegeven waren zestien dansen in een bundel van Zacharias Füllsack en Christian Hildebrand, uitgegeven in Hamburg in 1607.
In 1609 verscheen in Hamburg de bundel Newe ausserlesene Paduanen. Hierin is de Engelse stijl duidelijk herkenbaar, maar hij experimenteerde ook met suites en Italiaanse vormen. De bundel Newe ausserlesene liebliche Branden (...) uit 1617 baseerde zich op Engelse dansen, terwijl het in 1621 verschenen Newe lustige Volten (...) de Franse stijl navolgde.
Een selectie van zijn werken:
- Newe ausserlesene Paduanen, Galliarden, Canzonen, Allmand und Coranten … auff allen musicalischen Instrumenten lieblich zu gebrauchen, (Hamburg, 1609)
- Newe ausserlesene Paduanen und Galliarden … auff allen musicalischen Instrumenten und insonderheit auff Fiolen lieblich zu gebrauchen,  (Hamburg, 1614)
- Newe ausserlesene liebliche Branden, Intraden, Mascharaden, Balletten, All’manden, Couranten, Volten, Aufzüge und frembde Tänze insonderheit auff Fiolen zu gebrauchen, (Hamburg en Lübeck, 1617)
- Melodieuses paduanes, chansons, galliardes, (Antwerpen, 1619)
- Newe lustige Volten, Couranten, Balletten, Padoanen, Galliarden, Masqueraden, auch allerley arth newer frantzösischer Täntze, (Berlijn, 1621)